# Prealpi Svizzere
Le Prealpi Svizzere (in tedesco Schweizerische Voralpen - in francese Préalpes Suisses) sono una sezione delle Alpi svizzere. La cima più elevata è lo Schilthorn (2970 m).

## Generalità
Dal punto di vista orografico si trovano lontane dalla catena principale alpina ma si staccano a nord dalle Alpi Bernesi e Glaronesi attraverso quindici valichi alpini.
Le Prealpi Svizzere iniziano ad occidente dal Lago Lemano e dal corso del Rodano interessando il Canton Vaud ed il Canton Friburgo. Spostandosi verso oriente coinvolgono il Canton Berna arrivando fino al Lago di Thun ed il Lago di Brienz. In seguito interessano il Canton Lucerna, il Canton Obvaldo, il Canton Nidvaldo ed il Canton Uri mantenendosi a sud del Lago dei Quattro Cantoni. Andando ancora verso oriente entrano nel Canton Svitto, Canton Zugo, Canton Glarona e toccano marginalmente il Canton Zurigo a nord ed il Canton Grigioni a sud. Terminano lungo la linea del Reno interessando il Canton San Gallo, il Canton Appenzello Interno ed il Canton Appenzello Esterno.

## Classificazione
Secondo la SOIUSA le Prealpi Svizzere sono una sezione alpina con la seguente classificazione:
- Grande parte = Alpi Occidentali
- Grande settore = Alpi Nord-occidentali
- Sezione = Prealpi Svizzere
- Codice = I/B-14

La Partizione delle Alpi del 1926 aveva già la sezione alpina n.25 definita come Prealpi Svizzere.
La SOIUSA ha escluso alcune aree settentrionali della sezione delle Prealpi svizzere, che secondo la letteratura geografica svizzera non appartengono geograficamente al sistema alpino, ma all'altipiano svizzero.
Altre classificazioni estendono le Alpi Bernesi e le Alpi Glaronesi in modo da includere anche le montagne qui definite come Prealpi Svizzere.

## Suddivisione
Le Prealpi Svizzere sono suddivise sia dalla SOIUSA che dalla classificazione usata dal Club Alpino Svizzero in:
- Prealpi Svizzere Occidentali formate dalle Prealpi di Vaud e Friburgo e dalle Prealpi Bernesi
- Prealpi Svizzere Centrali formate dalle Prealpi di Lucerna e di Untervaldo e dalle Prealpi di Svitto e di Uri
- Prealpi Svizzere Orientali formate dalle Prealpi di Appenzello e di San Gallo.

La suddivisione della SOIUSA nelle cinque sottosezioni e dodici supergruppi è la seguente:
- Prealpi di Vaud e Friburgo
  - Prealpi di Vaud
  - Prealpi di Friburgo
- Prealpi Bernesi
  - Prealpi di Simmental
  - Prealpi di Lauterbrunnental
  - Prealpi Bernesi Nord-occidentali
- Prealpi di Lucerna e di Untervaldo
  - Prealpi di Lucerna
  - Prealpi di Untervaldo
- Prealpi di Svitto e di Uri
  - Prealpi Uranesi e della Moutatal
  - Prealpi Svittesi e di Zugo
  - Prealpi di Wagital
- Prealpi di Appenzello e di San Gallo
  - Catena del Churfirsten
  - Gruppo dell'Alpstein.

## Vette

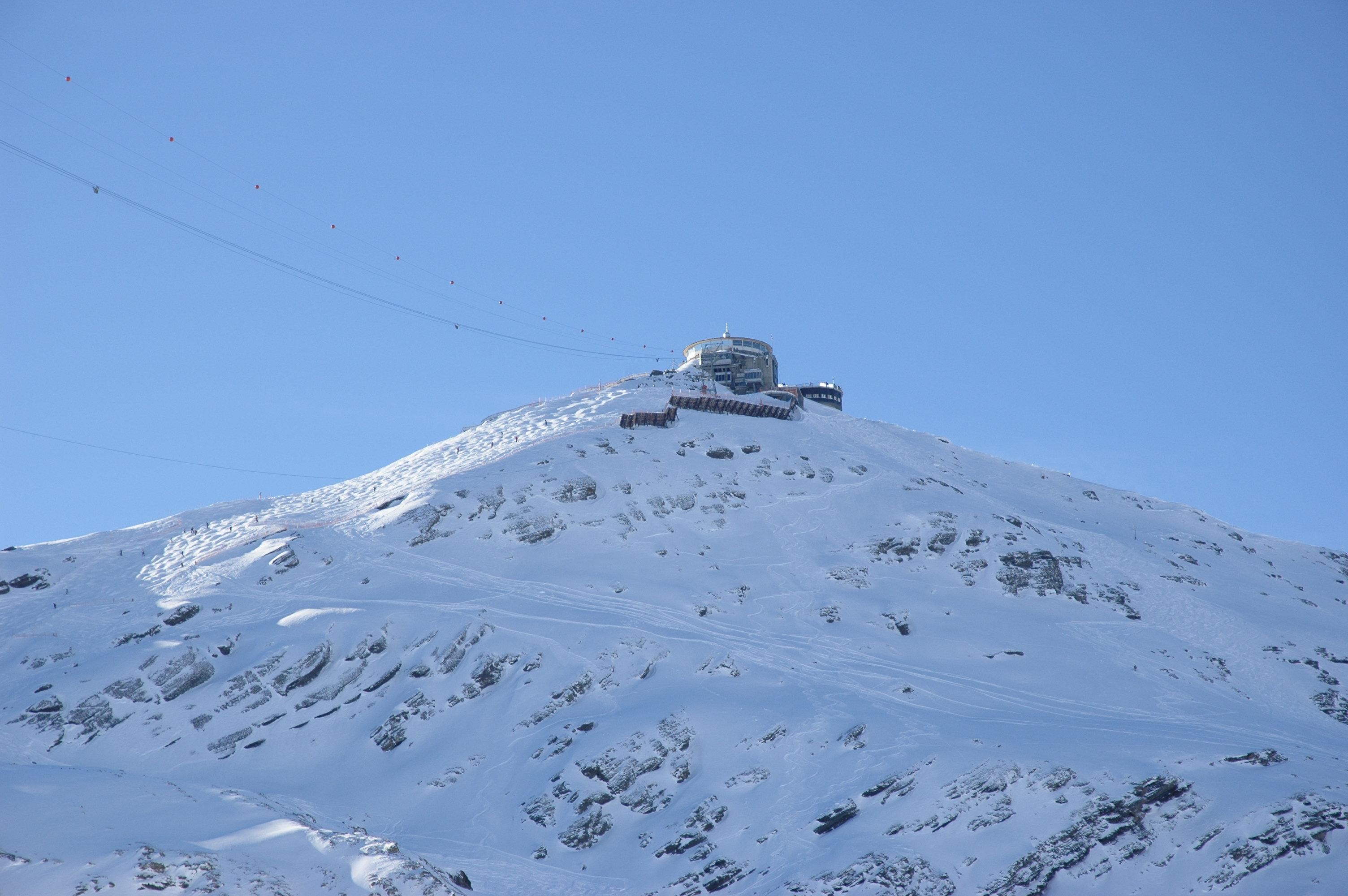
Vetta dello Schilthorn.

Alcune delle vette più importanti sono:
- Schilthorn - 2 970 m
- Schwalmere - 2 777 m
- Schächentaler Windgällen -2 764 m
- Faulhorn - 2 681 m
- Säntis - 2 502 m
- Sulegg - 2 413 m
- Brienzer Rothorn - 2 350 m
- Männlichen - 2 343 m
- Morgenberghorn - 2 249 m
- Pilatus - 2 132 m
- Rigi - 1 797 m
- Harder Kulm - 1 322 m

## Valichi
I valichi principali che interessano le Prealpi Svizzere sono:
- Kleine Scheidegg - 2 061 m
- Grosse Scheidegg - 1 962 m
- Col de la Croix - 1 778 m
- Pragelpass - 1 548 m
- Col du Pillon - 1 546 m
- Colle di Jaman - 1 516 m
- Jaunpass - 1 509 m
- Col des Mosses - 1 445 m
- Saanenmöser - 1 279 m
- Schwägalp - 1 278 m
- Wildhaus Pass - 1 090 m
- Passo di Brünig - 1 035 m